# 盧明根
盧明根（로명근，1912年—），北韓政治家，官至朝鮮勞動黨財政經理部長、朝鮮勞動黨中央委員會委員及最高人民會議代議員。有報導指，他是北韓第二任最高領導人金正日的親信。

## 生平
盧明根的早期事跡不詳，只知是出生於平安南道。1972年，他在最高人民會議選舉中當選為代議員。1980年，入選黨中央委員會委員名單。兩年後，成功連任為最高人民會議的代議員，並得金日成勛章。翌年，獲委任為黨財政經理部長。1998年，第三度成為最高人民會議的代議員。2001年，繼續出任黨財政經理部長一職。此後，再沒有其消息。

## 資料來源
1. ↑  "金正日的幸福生活" 《阿波羅新聞網》 2007 3 31
2. 1 2  로명근(盧明根)
3. 1 2  로명근(盧明根)[永久]